# NFL sezona 1957.
NFL sezona 1957. je 38. po redu sezona nacionalne lige američkog nogometa. 
Sezona je počela 29. rujna 1957. Utakmica za naslov prvaka NFL lige odigrana je 29. prosinca 1957. u Detroitu u Michiganu na Briggs Stadiumu. U njoj su se sastali pobjednici istočne konferencije Cleveland Brownsi i pobjednici zapadne konferencije Detroit Lionsi. Pobijedili su Lionsi rezultatom 59:14 i osvojili svoj četvrti naslov prvaka NFL-a.

## Poredak po divizijama na kraju regularnog dijela sezone
| Istočna konferencija |     |     |     |      |     |     |
| Momčad               | Pob | Por | Ner | %    | P+  | P-  |
| Cleveland Browns*    | 9   | 2   | 1   | 81,8 | 269 | 172 |
| New York Giants      | 7   | 5   | 0   | 58,3 | 254 | 211 |
| Pittsburgh Steelers  | 6   | 6   | 0   | 50,0 | 161 | 178 |
| Washington Redskins  | 5   | 6   | 1   | 45,5 | 251 | 230 |
| Philadelphia Eagles  | 4   | 8   | 0   | 33,3 | 173 | 230 |
| Chicago Cardinals    | 3   | 9   | 0   | 25,0 | 200 | 299 |

| Zapadna konferencija |     |     |     |      |     |     |
| Momčad               | Pob | Por | Ner | %    | P+  | P-  |
| Detroit Lions*       | 8   | 4   | 0   | 66,7 | 251 | 231 |
| San Francisco 49ers  | 8   | 4   | 0   | 66,7 | 260 | 264 |
| Baltimore Colts      | 7   | 5   | 0   | 58,3 | 303 | 235 |
| Los Angeles Rams     | 6   | 6   | 0   | 50,0 | 307 | 278 |
| Chicago Bears        | 5   | 7   | 0   | 41,7 | 203 | 211 |
| Green Bay Packers    | 3   | 9   | 0   | 25,0 | 218 | 311 |

Napomena: * - pobjednici konferencije, % - postotak pobjeda, P± - postignuti/primljeni poeni

## Doigravanje

### Doigravanje za pobjednika Zapadne konferencije
- 22. prosinca 1957. San Francisco 49ers - Detroit Lions 27:31

### Prvenstvena utakmica NFL-a
- 29. prosinca 1957. Detroit Lions - Cleveland Browns 59:14

## Nagrade za sezonu 1957.
- Najkorisniji igrač (MVP) - Jim Brown, running back, Cleveland Browns
- Trener godine - George Wilson, Detroit Lions

## Statistika

### Statistika po igračima

#### U napadu
- Najviše jarda dodavanja: Johnny Unitas, Baltimore Colts - 2550
- Najviše jarda probijanja: Jim Brown, Cleveland Browns - 942
- Najviše uhvaćenih jarda dodavanja: Raymond Berry, Baltimore Colts - 800

#### U obrani
- Najviše presječenih lopti: Jack Butler, Pittsburgh Steelers, Jack Christiansen, Detroit Lions i Milt Davis Baltimore Colts - 10

### Statistika po momčadima

#### U napadu
- Najviše postignutih poena: Los Angeles Rams - 307 (25,6 po utakmici)
- Najviše ukupno osvojenih jarda: Los Angeles Rams - 345,3 po utakmici
- Najviše jarda osvojenih dodavanjem: Baltimore Colts - 199,0 po utakmici
- Najviše jarda osvojenih probijanjem: Los Angeles Rams - 178,5 po utakmici

#### U obrani
- Najmanje primljenih poena: Cleveland Browns - 172 (14,3 po utakmici)
- Najmanje ukupno izgubljenih jarda: Pittsburgh Steelers - 232,6 po utakmici
- Najmanje jarda izgubljenih dodavanjem: Cleveland Browns - 108,3 po utakmici
- Najmanje jarda izgubljenih probijanjem: Baltimore Colts - 97,8 po utakmici

## Vanjske poveznice
- Pro-Football-Reference.com, statistika sezone 1957. u NFL-u
- NFL.com, sezona 1957.